# North e South Brother Island
North Brother Island e South Brother Island sono due piccole isole comprese nel territorio della città di New York. Sono situate nell'East River, tra il Bronx e Rikers Island.
North Brother Island era un tempo sede di un ospedale, ma è attualmente disabitata e designata ad oasi faunistica per uccelli. South Brother Island fino al 1964 faceva parte della contea del Queens, quando passò alla contea del Bronx. È stata a lungo di proprietà privata, ma è stata acquistata dalla città di New York nel 2007.
North Brother Island ha una superficie di circa 0,08 km² (corrispondenti a 20 acri) mentre South Brother Island ha una superficie di 0,02 km² (corrispondenti a 6 acri).

## Storia

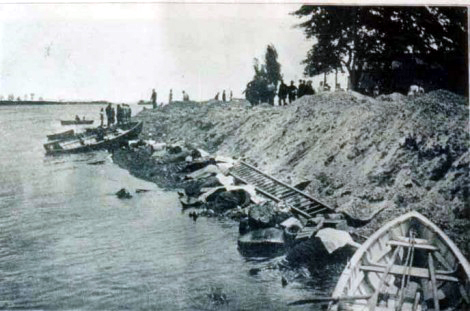
Corpi delle vittime della General Slocum sulla riva di North Brother Island, 1904.

North Brother Island e South Brother Island vennero reclamate dalla Compagnia Olandese delle Indie Occidentali nel 1614 ed erano originalmente note con il nome collettivo di De Gesellen, cioè "i compagni". Anche dopo che New York passò sotto il controllo degli inglesi le isole rimasero deserte, soprattutto per via delle forti correnti che rendevano difficile l'approdo.

### North Brother Island
L'isola settentrionale fu disabitata fino al 1885, quando il Riverside Hospital fu trasferito da Blackwell's Island (oggi ribattezzata Roosevelt Island). Il Riverside Hospital fu fondato negli anni cinquanta del XIX secolo come principale ospedale per il trattamento e l'isolamento dei pazienti afflitti da vaiolo. La sua funzione fu in seguito estesa ad altre malattie infettive, l'ultima delle quali fu la tubercolosi, con un padiglione aperto nel 1943 e divenuto quasi immediatamente obsoleto.
North Brother Island fu il teatro del naufragio della General Slocum, un battello a vapore che si incendiò il 15 giugno 1904. Oltre 1.000 persone morirono o nell'incendio a bordo della nave o per annegamento prima che il battello si arenasse sulle sponde dell'isola.
Mary Mallon, nota anche come Typhoid Mary, una portatrice sana di tifo che nel corso degli anni aveva contagiato oltre cinquanta persone causando tre morti accertate, fu confinata sull'isola per oltre vent'anni, dal 1915 fino alla sua morte nel 1938. L'ospedale chiuse pochi anni dopo.
Dopo la seconda guerra mondiale, l'isola fu utilizzata per ospitare veterani di guerra che frequentavano le università di New York e le loro famiglie. Quando la crisi degli alloggi del dopoguerra terminò, l'isola venne nuovamente abbandonata. Negli anni cinquanta fu aperto un centro per il trattamento di adolescenti tossicodipendenti, che avrebbe dovuto fornire assistenza medica, riabilitazione e supporto psicologico ed educativo a persone con problemi di droga. I dipendenti da eroina venivano confinati sull'isola e tenuti rinchiusi, in molti casi anche contro la loro volontà. Nei primi anni sessanta ripetuti casi di corruzione di membri dello staff (accusati di fornire droga ai pazienti) e l'alto tasso di ricaduta tra gli ex pazienti portarono alla chiusura della struttura.
Nel corso degli anni l'amministrazione cittadina prese in considerazione diverse ipotesi circa la destinazione dell'isola. Il sindaco John Lindsay, per esempio, propose di venderla, e Ed Koch di convertirla in residenze per senzatetto. Fu anche presa in esame l'idea di utilizzarla come estensione del penitenziario di Rikers Island.
Attualmente North Brother Island è un'oasi faunistica per aironi e altri uccelli migratori. L'isola è abbandonata e l'accesso al pubblico è vietato. La maggior parte degli edifici originali dell'ospedale sono ancora in piedi, ma pesantemente deteriorati e a rischio di crolli, e sono avviluppati da una fitta foresta. Nel 2014 il consigliere comunale Mark Levine, capo della commissione municipale dei parchi pubblici, ha condotto una delegazione in visita sull'isola e ha ventilato la possibilità di organizzare visite limitate e a basso impatto ambientale per un pubblico ristretto. Nell'ottobre 2016, la rivista New York Magazine ha riferito che il consiglio comunale ha commissionato all'Università della Pennsylvania uno studio su come l'isola potrebbe essere convertita in un parco ad accesso controllato. Nel 2016 il direttore esecutivo dell'Historic House Trust ha dichiarato che il progetto presenta molti fattori di rischio, a causa del deterioramento degli edifici e dei tombini aperti. Oltre a risolvere questi problemi, sarebbe necessaria la costruzione di un molo. Nel complesso, il costo del progetto appare proibitivo e non sono stati intrapresi passi effettivi per realizzarlo.

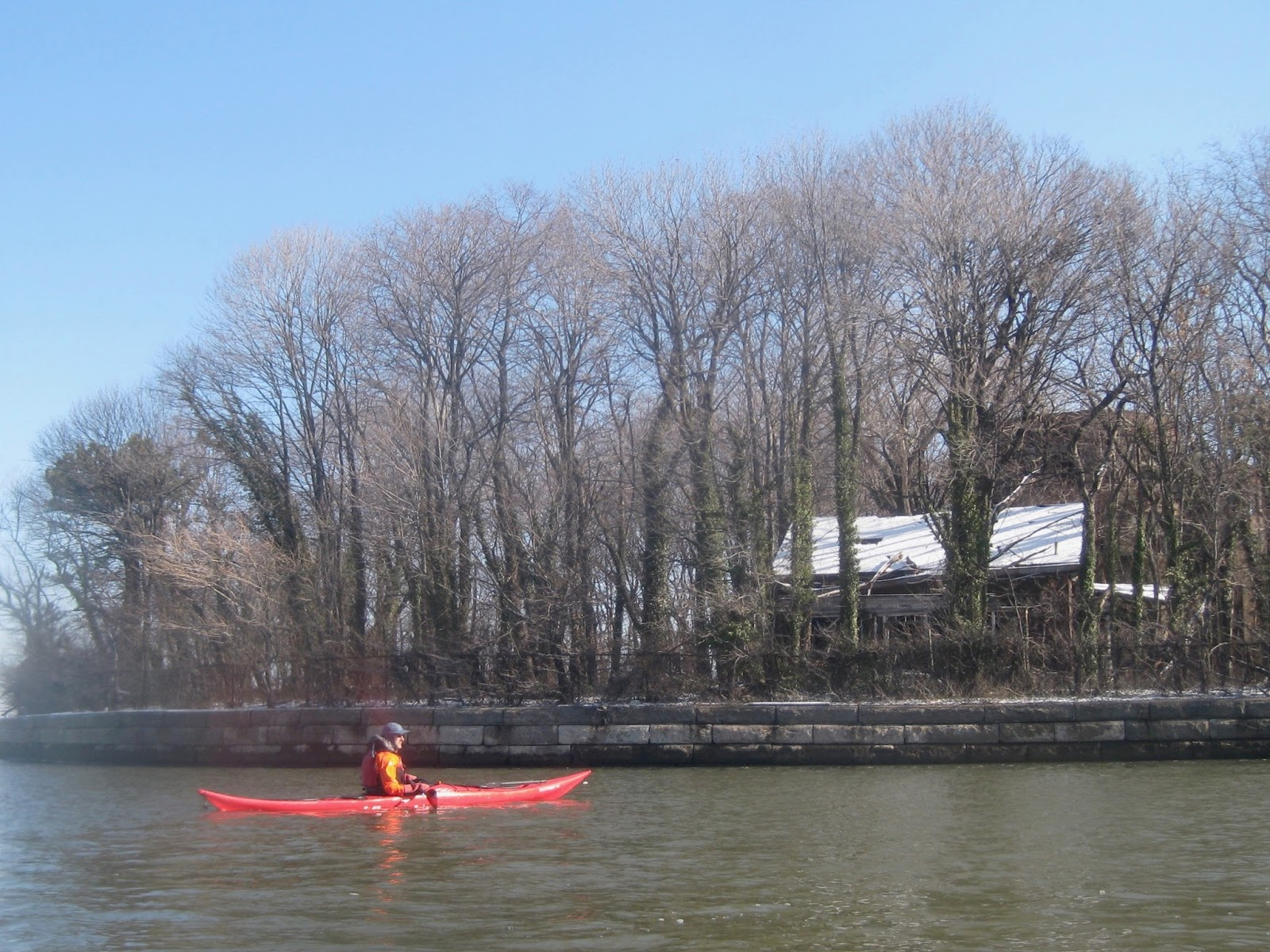
Kayak a North Brother Island, con la casa del custode, in rovina, sullo sfondo.
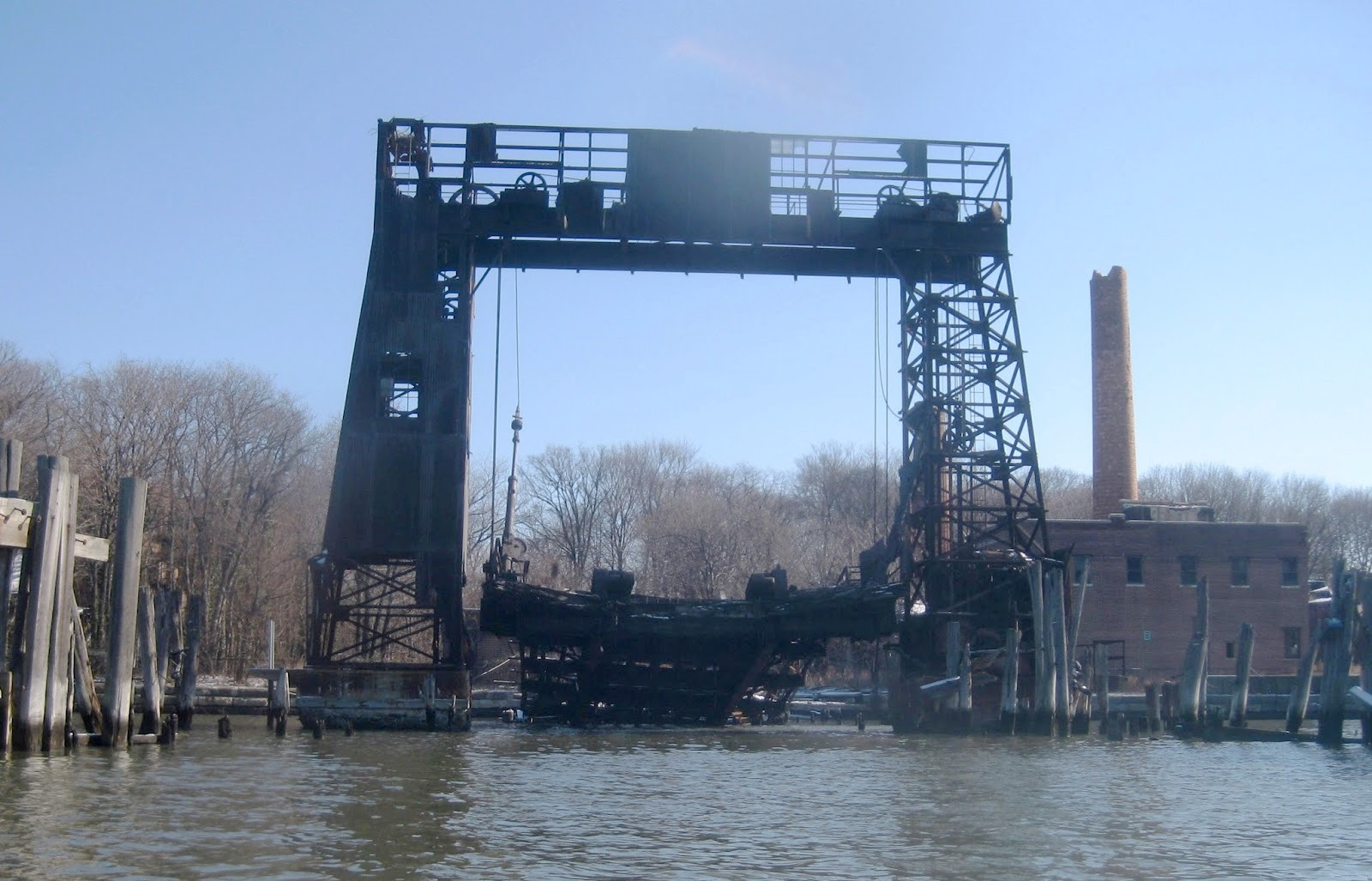
Rovine del molo di attracco dei traghetti a North Brother Island.
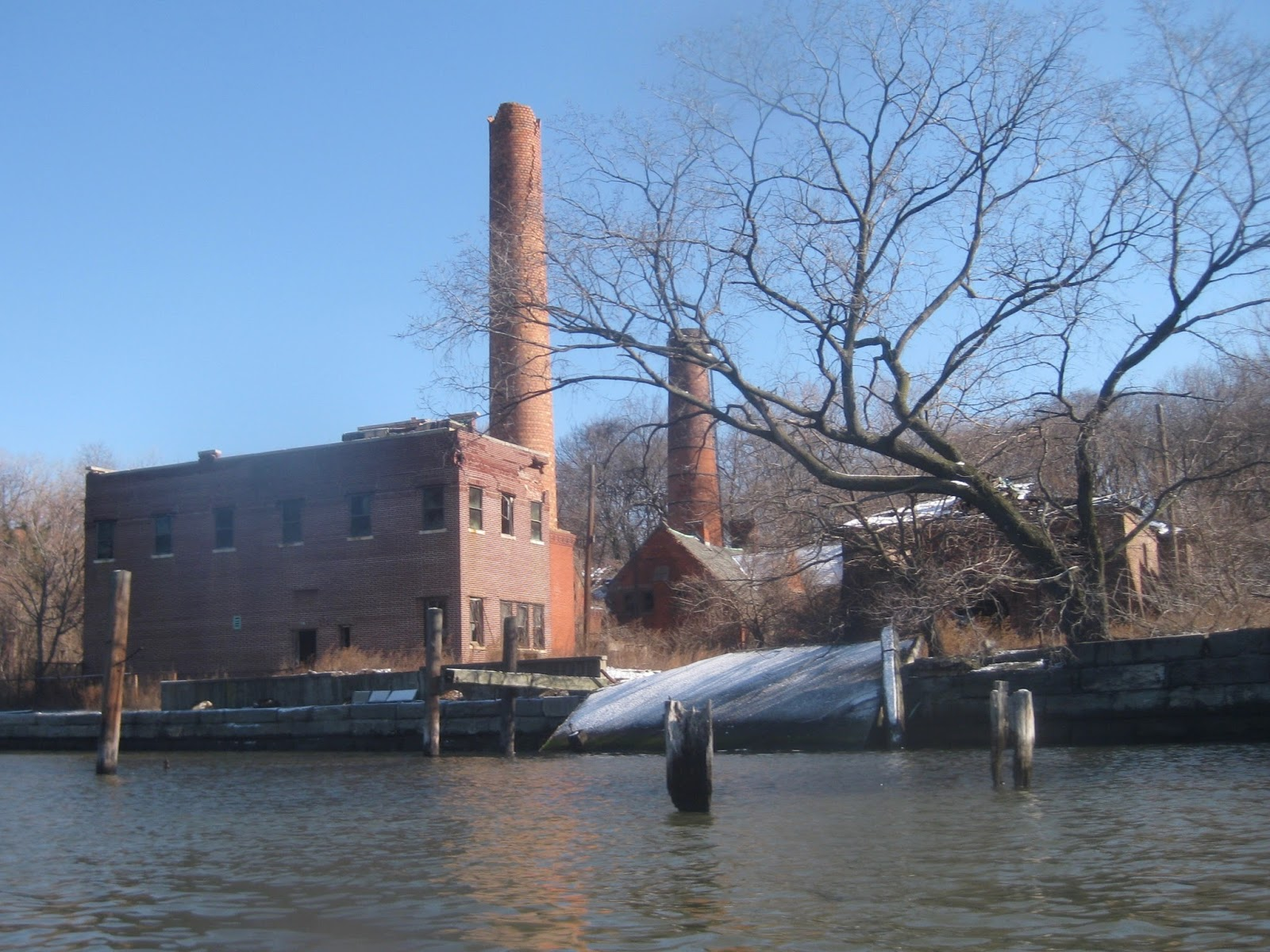
Vecchio impianto a North Brother Island.

### South Brother Island
Verso la metà del XIX secolo su South Brother Island venne impiantata la prima discarica della città, dove venivano trasportate spazzatura, escrementi, frattaglie e carcasse di animali. Tuttavia l'isola era situata a breve distanza sia dalle sponde del Bronx e dalle proprietà di campagna di alcuni dei più ricchi cittadini di New York, sia dai villaggi costieri sulla sponda del Queens, e i miasmi creavano disturbo alla popolazione. La combinazione delle proteste di questi due gruppi convinse la Corte Suprema della contea del Queens a bloccare gli scarichi.

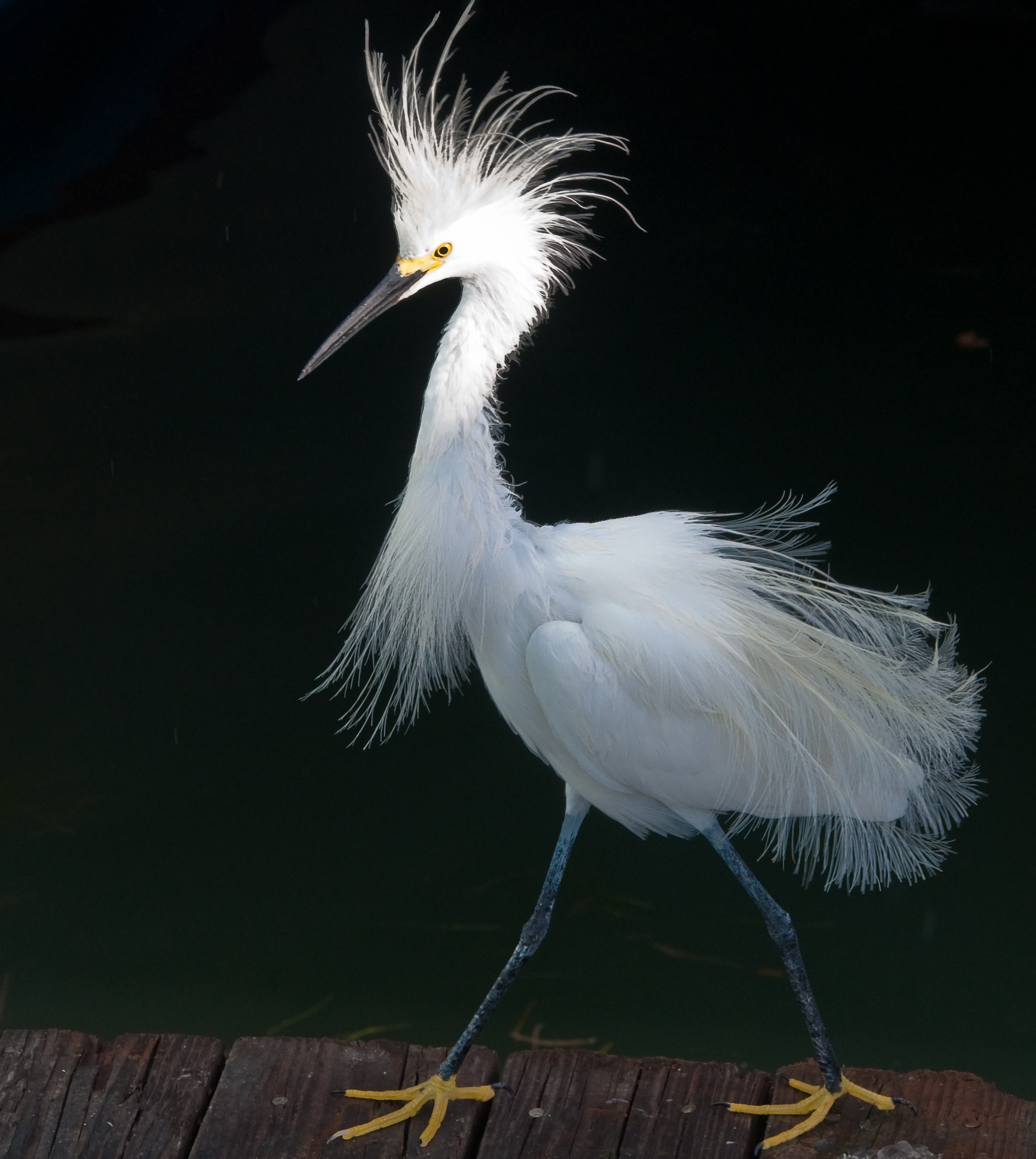
Una garzetta nivea mostra il piumaggio bianco. Questa è una delle specie che abitano South Brother Island.

Jacob Ruppert, un ricco produttore di birra e all'epoca proprietario della squadra di baseball dei New York Yankees possedeva sull'isola una villa estiva, che fu distrutta da un incendio nel 1909. Da allora nessuno ha più vissuto sull'isola, sulla quale non esiste nessuna struttura. Ruppert rimase proprietario dell'isola fino ai tardi anni trenta. Nel 1944 South Brother Island fu acquistata dall'imprenditore John Gerosa, che voleva costruire sull'isola un resort estivo per i suoi dipendenti. Questo progetto non si concretizzò. Nel 1975 il municipio vendette l'isola per dieci dollari a una compagnia immobiliare che doveva sviluppare un progetto edilizio. La compagnia pagò regolarmente per anni le tasse sulla proprietà, ma anche questo progetto non vide mai la luce.
Nel novembre 2007 l'isola passò in mano pubblica con una complicata transazione grazie all'impiego di 2 milioni di dollari di fondi federali. La proprietà è ora del Dipartimento Parchi della città di New York ed è gestita congiuntamente dal dipartimento e dallo Zoo del Bronx. South Brother Island è la tredicesima isola entrata a far parte della giurisdizione del Dipartimento Parchi.

## Fauna selvatica
Dagli anni ottanta fino ai primi anni duemila North Brother Island ospitava una delle più grandi colonie di nitticore della zona. Tuttavia, al 2008 questa specie risulta avere abbandonato l'isola, per ragioni sconosciute. Le rondini utilizzano gli edifici abbandonati per nidificare, e possono essere viste in volo sull'isola.
Su South Brother Island, la fitta vegetazione ospita grandi colonie riproduttive di diverse specie di uccelli, principalmente la nitticora, l'airone bianco maggiore, la garzetta nivea e il marangone dalla doppia cresta. La sezione newyorkese della National Audubon Society monitora le colonie sull'isola da oltre vent'anni.

## Nella cultura di massa
North Brother Island compare nell'ottavo episodio (dal titolo A prova d'attacco) della prima stagione della serie televisiva La Terra dopo l'uomo trasmessa su History Channel. Viene usata come esempio di cosa accade a una struttura dopo 45 anni senza l'intervento dell'uomo.
Il romanzo giallo di Clayton Rawson Le impronte sul soffitto, del 1939, è ambientato sull'immaginaria isola di Skelton Island, che nella mappa inclusa nel libro è situata dove nella realtà si trova South Brother Island. La descrizione dell'isola data nel romanzo è più simile a quella di North Brother Island, tranne che per la presenza di un'abitazione privata, che appare simile a quella di Jacob Ruppert distrutta nel 1909.